# Puente Chaotianmen
El puente Chaotianmen (en chino simplificado, 朝天门长江大桥), es un puente de carretera y ferrocarril sobre el río Yangtsé en la ciudad de Chongqing, China. Abrió el 29 de abril de 2009 y es el puente en arco más largo del mundo por longitud del vano principal.
Este puente de celosía de acero con vigas de tirante tiene un vano principal de 552 m, y una longitud total de 1741 m. La plataforma principal tiene seis carriles en dos sentidos y un carril peatonal a cada lado; la plataforma inferior tiene dos vías de tren en el medio y dos carriles de tráfico en cada lado.